# 沙波
沙波（法語：Chapeau，法語發音：[ʃapo] ⓘ）是法国阿列省的一个市镇，位于该省东部偏北，属于穆兰区。

## 地理
沙波（46°29'17"N, 3°31'23"E）面积33.42 平方千米，位于法国奥弗涅-罗讷-阿尔卑斯大区阿列省，该省份为法国中部省份，北起涅夫勒省、西北接谢尔省，西南至克勒兹省，南至多姆山省，东南临卢瓦尔省，东临索恩-卢瓦尔省。
与沙波接壤的市镇（或旧市镇、城区）包括：梅尔西、蒙伯尼、讷伊勒雷阿勒、阿科兰河畔蒂耶勒、沃马。

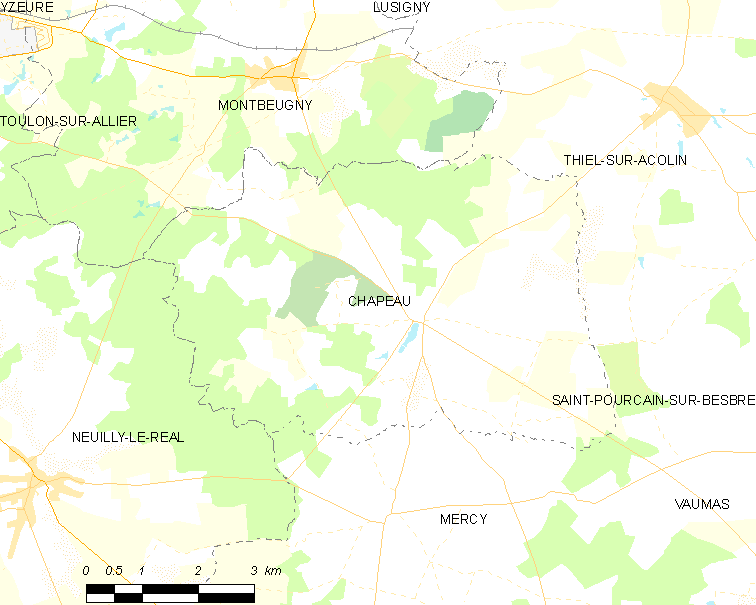
沙波的OSM定位图

沙波的时区为UTC+01:00、UTC+02:00（夏令时）。

## 行政
沙波的邮政编码为03340，INSEE市镇编码为03054。

## 政治
沙波所属的省级选区为穆兰第二县。

## 人口

1962-2008年间沙波人口变化图示

沙波于2022年1月1日时的人口数量为236人。